# Гроздан Николов
Гроздан Атанасов Николов с псевдоними Кумбарски и Спиридон е български комунистически деец.

## Биография
Роден е на 16 април 1908 година в горноджумайското село Клисура. Завършва основно училище в Логодаж. Работи като общински писар. Заминава за Горна Джумая, където работи в аптека. В 1922 година влиза в младежката комунистическа организация. През 1925 година е преследван от ВМРО, като комунист и емигрира в Сърбо-хърватско-словенското кралство. На следващата година заминава за СССР. Завършва партийна школа в Одеса, където влиза във ВКП (б), а по-късно завършва и Висша партийна школа в Москва. През декември 1936 година по решение на Задграничното бюро на ЦК на БКП се завръща в България и започва работа като електротехник в Горна Джумая. В периода 1937-1941 година е секретар на Окръжния комитет на БКП в Пиринска Македония. През юни 1941 година заедно със Станке Лисичков, Владо Чимев, Стойне Лисийски и Станой Крекмански създава Горноджумайската партизанска чета. Арестуван е на 18 февруари 1942 година, осъден е на смърт и обесен в двора на Горноджумайския затвор през май 1942 година заедно с Владо Чимев и Станке Лисичков.